# Esola lamellipes
Esola lamellipes är en kräftdjursart. Esola lamellipes ingår i släktet Esola och familjen Laophontidae. Inga underarter finns listade i Catalogue of Life.